# 존 가르시아
존 가르시아(John Garcia 1917년 6월 12일 – 2012년 10월 12일)는 미각연구로 잘 알려진 심리학자였으며, 맛 혐오에 대한 그의 연구로 가장 유명했다. 가르시아(Garcia)는 캘리포니아 대학교 버클리(University of California-Berkeley)에서 공부하여 A.B., M.A. 및 Ph.D를 받았다. 그는 사망 당시 로스앤젤레스 캘리포니아 대학교의 명예 교수였다. 이전에는 롱 비치 캘리포니아 주립대 학교 조교수, 하버드 의학전문대학원 외과 강사, 뉴욕 주립대 스토니브룩 심리학과 교수 및  유타 대학교 심리학 교수였다.  2002년에 발간된 일반 심리학 조사에서 가르시아(Garcia)는 제임스 깁슨(James J. Gibson), 데이비드 루멜하르(David Rumelhart), 루이스 서스톤(Louis Leon Thurstone), 마가렛 플로리 워시번(Margaret Floy Washburn) 및 로버트 S. 우드 워스(Robert S. Woodworth)와 공동으로 20세기 가장 많이 인용된 심리학자로 평가했다.

## 같이 보기
- 가르시아 효과
- 스트레스 요인